# Car Mechanic Simulator 2018
Car Mechanic Simulator 2018 ist ein vom polnischen Studio Red Dot Games entwickeltes Simulationsvideospiel, das die Arbeit eines Automechanikers zeigt. Es wurde am 28. Juli 2017 für Microsoft Windows, am 25. Juni 2019 für PlayStation 4 und Xbox One und am 15. Februar 2019 für Nintendo Switch veröffentlicht. Eine vereinfachte Version für mobile Plattformen wurde im Juni 2018 veröffentlicht. Das Spiel ist nach Car Mechanic Simulator 2014 und Car Mechanic Simulator 2015 das dritte in der Car Mechanic Simulator-Reihe.

## Spielprinzip
Das Spiel wird aus der First-Person-Perspektive gespielt, wobei der Spieler sich frei im Geschäft, in Ausstellungsräumen und Scheunen bewegen kann, wo beschädigte Autos gekauft werden können, um sie zu reparieren und/oder weiterzuverkaufen. Der Spieler hat Zugriff auf eine Vielzahl von Werkzeugen, von denen die meisten durch das Abschließen von Jobs und das Sammeln von Erfahrung freigeschaltet werden. Im Laufe des Spiels erweitert der Spieler seine Werkstatt und kann so immer komplexere Reparaturarbeiten sowie die Restaurierung von Oldtimern durchführen.
Beim Spiel werden die verschiedenen Komponenten des Motors, der Federung und des Fahrgestells des Fahrzeugs untersucht, beschädigte Komponenten identifiziert und ersetzt. Dies kann durch den Kauf einer Ersatzkomponente oder, auf höheren Leveln, durch die Reparatur der vorhandenen Komponente erfolgen. Motoren werden sehr detailliert gerendert, so dass der Spieler Teile in realistischer Weise entfernen muss, um auf die entsprechende Komponente zugreifen zu können. Um die geforderte Aufgabe zu erfüllen, muss der Spieler realistische Hardware wie eine Reifenwuchtmaschine, einen Federzug, einen Detaillierungssatz und eine Motorhalterung verwenden.
Weitere Bereiche des Arbeitsraums werden im Laufe des Spiels freigeschaltet. Dazu gehören eine Teststrecke, auf der Probleme mit den Bremsen und der Federung eines Autos festgestellt werden können, und eine Lackiererei, in der die Karosserie des Autos lackiert und angepasst wird.

## Rezeption
Car Mechanic Simulator erhielt gemischte bis positive Kritiken mit einer Bewertung von 6,8 auf Metacritic.
Rock Paper Shotgun bezeichnete das Spiel als „einzigartig fesselnd und kathartisch“ und kritisierte eine große Anzahl von Fehlern in der ursprünglichen Version sowie eine Reihe von Designentscheidungen. Eine Nachprüfung nach Abschluss des Patches ergab, dass die technischen Probleme gelöst worden waren.
Die Nintendo-Switch-Version des Spiels wurde von Nintendo Enthusiast heftig kritisiert, die es als eine Portierung der Mobilversion kritisierte und es als „einen wirklich traurigen Versuch, ahnungslosen Käufern schnelles Geld abzuknöpfen“ bezeichnete.

## Downloadbarer Inhalt
Für den Car Mechanic Simulator 2018 stehen verschiedene herunterladbare Inhalte zur Verfügung, von denen der Großteil das Angebot an Fahrzeugen erweitert. Im Gegensatz zu den Autos im Basisspiel, die fiktive Analogien zu echten Autos sind, handelt es sich bei den DLC-Autos um offiziell lizenzierte Nachbauten. Diese Wagen sind in das bestehende Spiel integriert und in ihrer Beschreibung mit einem „DLC“-Banner gekennzeichnet.
Zusätzlich zu den Autos wurde am 30. Oktober 2017 ein kostenloser Tuning DLC veröffentlicht. Dadurch erhöht sich die Anzahl der kosmetischen Aufrüstungen und Hochleistungsteile, die zur Verbesserung der vom Spieler gebauten Fahrzeuge verwendet werden können. Der Spieler kann auch einen Dyno freischalten, mit dem er überprüfen kann, wie sehr sich das Fahrzeug im Vergleich zu seinem vorherigen Zustand verbessert hat.